# پاین کرست (تنسی)
پاین کرست(به انگلیسی: Pine Crest) شهری در ایالت تنسی کشور ایالات متحده آمریکا است که جمعیت آن در سرشماری سال ۲۰۱۰ میلادی، ۲٬۳۸۸ نفر بوده‌است.